# Мун Сон Мьон

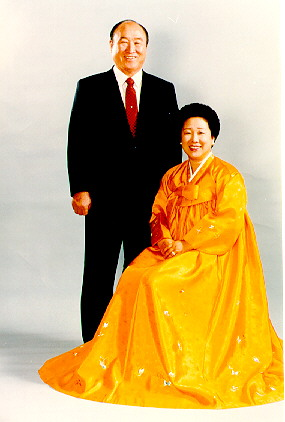

Мун Сон Мьон (кор. 문선명; 25 лютого 1920 — 3 вересня 2012) — корейський релігійний та громадський діяч, засновник нового релігійного руху «Церква об'єднання» (повна назва — Асоціація святого духу за об'єднання світового християнства), що має послідовників у багатьох країнах світу. Послідовники вважають його та його дружину, Хан Хак Джа, «Істинними Батьками», а самого Муна — месією, який мав завершити місію Ісуса Христа. Ці погляди, викладені в книзі Муна «Божий Принцип», є центральними для віровчення Церкви об'єднання, проте зазнають критики з боку традиційних християнських конфесій.
Широкому загалу Мун Сон Мьон та його дружина стали відомими завдяки організації масових церемоній одруження, так званих «Благословень», які об'єднували тисячі пар одночасно. Одна з таких церемоній, що відбулася у 1999 році, увійшла до «Книги рекордів Гіннеса» як наймасовіша.
Діяльність Муна Сон Мьона та Церкви об'єднання, яка також володіє значними бізнес-активами по всьому світу, викликала і продовжує викликати як підтримку, так і гостру критику та різноманітні суперечки.

## Життєпис

#### Ранні роки та формування поглядів
Народився 6 січня 1920 року (за місячним календарем) у селі на території сучасної Північної Кореї в родині фермерів, які у 1930-х роках прийняли пресвітеріанство. У юності Мун став учителем недільної школи.
За твердженнями самого Муна, на Великдень 1935 року під час молитви йому явився Ісус Христос і доручив продовжити його місію на Землі. Ця подія стала центральною у формуванні його релігійної свідомості. Наступні роки він присвятив вивченню Біблії та інших релігійних текстів, на основі чого почав формулювати основи свого вчення, пізніше викладеного як «Божий Принцип».
У 1941—1943 роках навчався електротехніці в коледжі при Університеті Васеда в Японії. За деякими даними, брав участь у корейському русі за незалежність від японської окупації, за що був заарештований. Після повернення до Кореї у 1943 році одружився з Чхве Сон Гіль. У 1944 році знову був ув'язнений японською владою.

#### Початок діяльності та ув'язнення в Північній Кореї
Після завершення Другої світової війни у 1945 році Мун розпочав активну проповідницьку діяльність. Він намагався поширювати своє вчення серед існуючих християнських церков, однак зіткнувся з неприйняттям.
У 1946 році він залишив дружину та поїхав до Пхеньяна (Північна Корея), де відкрито проповідував, що призвело до конфлікту з комуністичним режимом. Того ж року був заарештований і зазнав катувань. Після короткого звільнення, у 1948 році його знову заарештували та засудили до п'яти років ув'язнення в трудовому таборі в Хиннамі. Його було звільнено у 1950 році військами ООН під час Корейської війни. Мун дістався до міста Пусан на півдні як біженець.

#### Становлення Церкви об'єднання
У Пусані Мун відновив свою діяльність. Його перша дружина подала на розлучення. 1 травня 1954 року в Сеулі він офіційно заснував «Асоціацію святого духу за об'єднання світового християнства». Діяльність нової організації викликала критику в корейському суспільстві, що призвело до нових арештів. Муна звинувачували у шпигунстві на користь Північної Кореї та ухиленні від військової служби, проте згодом звинувачення були зняті.
16 березня 1960 року Мун одружився з 17-річною Хан Хак Джа, яка стала його постійною соратницею. У шлюбі народилося 14 дітей. Послідовники руху називають Муна та його дружину «Істинними Батьками».

#### Міжнародна діяльність та суперечності
У 1971 році Мун переїхав до США, що стало початком світової експансії його руху. Він розгорнув активну громадську та релігійну діяльність, зокрема заснував низку антикомуністичних організацій, як-от «Міжнародна Федерація за перемогу над комунізмом» (1968). Під час Вотергейтського скандалу організував публічну кампанію на підтримку президента Річарда Ніксона.
Діяльність Муна в США супроводжувалася гострою критикою. Його звинувачували у використанні технік «промивання мізків» для залучення молодих послідовників, а його організацію — у непрозорому фінансуванні та створенні культу особи.
У 1975 році Мун провів масовий захід на острові Йоідо в Сеулі, який зібрав, за даними організаторів, понад мільйон людей. У 1982 році він заснував у Вашингтоні консервативну газету The Washington Times.

#### Судове переслідування в США та подальша діяльність
У 1982 році Мун Сон Мьона було засуджено в США за ухилення від сплати податків на суму близько 8000 доларів з відсотків по банківському рахунку. Його засудили до 18 місяців ув'язнення. Сам Мун та його послідовники стверджували, що справа була політично мотивованою та являла собою релігійне переслідування. Він відбув у федеральній в'язниці 13 місяців і був достроково звільнений у 1985 році.
Після розпаду СРСР Мун активно налагоджував контакти на пострадянському просторі. У 1990 році він зустрівся в Москві з президентом СРСР Михайлом Горбачовим. У 1991 році відвідав Північну Корею, де зустрівся з її лідером Кім Ір Сеном для обговорення економічних проєктів та можливого об'єднання Кореї.

#### Останні роки
У 1996 році Мун реорганізував свій рух, заснувавши «Федерацію сімей за мир у всьому світі та об'єднання». В останні десятиліття свого життя він ініціював численні міжрелігійні та миротворчі проєкти, зокрема «Федерацію всесвітнього миру» (2005), позиціонуючи її як організацію, що доповнює миротворчу роботу ООН.
У 2009 році опублікував автобіографію «Громадянин світу, що любить мир». Помер 3 вересня 2012 року у віці 92 років від ускладнень, спричинених пневмонією, у лікарні, що належала його організації, в Кореї.

## Релігійне вчення
Докладніше: Божий Принцип та Церква об'єднання

## Громадська і політична діяльність
Громадська та політична діяльність Мун Сон Мьона була тісно пов'язана з його релігійним вченням і мала глобальний масштаб. Вона базувалася на просуванні антикомуністичних і консервативних ідей, а також на встановленні діалогу між різними ідеологічними таборами.

#### Ключові напрямки діяльності:
- Антикомунізм: Одним із центральних векторів його політичної активності була боротьба з комуністичною ідеологією. У 1968 році він заснував «Міжнародну федерацію за перемогу над комунізмом». Ця діяльність знайшла особливий відгук у США під час Холодної війни.
- Медійна діяльність: Мун створив потужну медійну мережу для поширення своїх поглядів. Найвідомішим активом є заснована у 1982 році в США щоденна газета The Washington Times, яка дотримується консервативної редакційної політики. Також були засновані видання в інших країнах та інформаційне агентство UPI.
- Взаємодія з політичними елітами: Мун активно встановлював контакти з політичними лідерами світу.
  - США: Він зустрічався з кількома американськими президентами. Зокрема, публічно підтримав Річарда Ніксона під час Вотергейтського скандалу, а його діяльність мала ідеологічну близькість до антикомуністичної політики адміністрації Рональда Рейгана.[10][11][12][13][14][15]
  - СРСР: У 1990 році, напередодні розпаду Радянського Союзу, він зустрівся з президентом СРСР Михайлом Горбачовим. Під час зустрічі Мун виклав своє бачення щодо необхідності реформування радянської системи.
  - Північна Корея: У 1991 році Мун, попри своє ув'язнення в північнокорейському трудовому таборі в минулому, відвідав КНДР і провів переговори з її лідером Кім Ір Сеном. Обговорювалися питання мирного об'єднання Кореї та можливі економічні проєкти.
- "Рух об'єднання": Усі релігійні, політичні, культурні, освітні та бізнесові ініціативи Муна об'єднані під загальною назвою «Рух об'єднання» (англ. Unification movement), беззмінним засновником і лідером якого він був.

## Бізнесова діяльність
Підприємницька діяльність була невід'ємною частиною глобальної структури «Руху об'єднання», створеного Мун Сон Мьоном. Бізнес-структури виконували функцію фінансового забезпечення релігійної та громадської діяльності руху, а також сприяли його економічній самостійності та впливу.
Центральним елементом цієї бізнес-мережі є південнокорейський конгломерат (чеболь) «Тон'іль груп» (Tongil Group). Діяльність «Тон'іль груп» та інших афілійованих компаній охоплює широкий спектр галузей:
- Промисловість: виробництво автомобільних деталей, верстатів, продукції важкого машинобудування.
- Харчова промисловість та дистрибуція: зокрема, один із найбільших у світі бізнесів із вилову та переробки морепродуктів (особливо для ринку суші), що має значну присутність у США та Японії.
- Фармацевтика та охорона здоров'я: володіння компаніями та медичними закладами.
- Нерухомість, будівництво та туризм: реалізація великих проєктів у кількох країнах.

Окремим важливим напрямком були медійні активи. Мун став медіамагнатом, заснувавши газети The Washington Times (США), The Segye Ilbo (Південна Корея), а також придбавши в певний момент інформаційне агентство United Press International (UPI).
Хоча Мун Сон Мьон не фігурував у традиційних списках мільярдерів як приватна особа, сукупні активи заснованих ним комерційних та некомерційних організацій по всьому світу оцінювалися в мільярди доларів. Це робило «Рух об'єднання» однією з найвпливовіших релігійно-фінансових структур у світі.

## Оцінки і критика
Діяльність Мун Сон Мьона та його рух викликали широкий спектр реакцій у світі — від визнання й підтримки до гострої критики та звинувачень.

#### Позитивні оцінки та підтримка
- Послідовники та прихильники вважають Муна месією, «Істинним Батьком людства» та видатним релігійним лідером XX століття, який запропонував шлях до миру через створення ідеальних сімей та об'єднання релігій.
- Антикомуністична діяльність принесла йому підтримку в консервативних політичних колах, особливо в США під час Холодної війни. Його безкомпромісна позиція щодо комунізму розглядалася як важливий внесок у боротьбу з радянським впливом.
- Міжрелігійна та миротворча діяльність: Муна відзначали за організацію численних міжнародних конференцій, спрямованих на діалог між релігіями, наукою та культурами. За цю діяльність він та його дружина отримували нагороди від деяких громадських організацій. Серед них — почесний знак «Орден миру» І ступеня від Української ради миру.[21]

#### Критика та суперечності
Протягом усього періоду своєї публічної діяльності Мун Сон Мьон та «Церква об'єднання» були об'єктом серйозної критики. Основні претензії включають:
- Звинувачення у створенні культу: Критики, включно з антикультовими рухами та колишніми членами, часто характеризують «Церкву об'єднання» як деструктивний культ. Головними ознаками називають культ особистості засновника, жорстку ієрархію та психологічний контроль над послідовниками.
- Фінансова експлуатація: Організацію неодноразово звинувачували в сумнівних методах збору коштів (зокрема, через вуличні продажі) та у фінансовій експлуатації адептів, яких заохочували жертвувати церкві своє майно та доходи.
- Звинувачення у «промиванні мізків»: Цей термін (англ. brainwashing) став широко вживаним щодо методів залучення нових членів у 1970-х роках. Критики стверджували, що церква використовує техніки психологічного маніпулювання та ізоляції новонавернених від їхніх родин і звичного соціального середовища.[22]
- Теологічна критика: Практично всі традиційні християнські конфесії відкидають вчення Муна як єретичне. Його претензії на роль месії та твердження, що він прийшов завершити місію Христа, розглядаються як несумісні з християнською доктриною.
- Політичні суперечності: Непрозорі зв'язки з політичними елітами різних країн та використання медійних ресурсів, як-от газета The Washington Times, для лобіювання власних інтересів також були постійним джерелом критики.

## Виноски
1. ↑  https://www.catholictimes.org/article/article_view.php?aid=314730
2. 1 2  Bibliothèque nationale de France BNF: платформа відкритих даних — 2011.
3. ↑  офіційний сайт
4. ↑  Бібліотека Конгресу — 1800.
5. ↑  The Rev. Sun Myung Moon, founder of The Washington Times, dies at 92
6. ↑  Deutsche Nationalbibliothek Record #118585711 // Gemeinsame Normdatei — 2012—2016.
7. ↑  Find a Grave — 1996.
8. ↑  Бібліотека Конгресу — Library of Congress.
9. ↑    - Unification Church members hold tearful funeral for late founder Rev. Moon in South Korea.[недоступне посилання] // Associated Press / Washington Post, 15 September 2012
  - Hyung-Jin Kim Thousands in SKorea Attend Funeral for Rev. Moon. Gapyeong, South Korea [Архівовано 23 вересня 2012 у Wayback Machine.] // Associated Press/ABC News, 15 September 2012
  - Hyung-Jin Kim Thousands in SKorea attend funeral for Rev. MoonBy [Архівовано 6 березня 2016 у Wayback Machine.] // Associated Press/Yahoo.com, 15 September 2012
10. ↑  Rev. Moon, Unification Church founder known for mass weddings, dies at 92. September 02, 2012 Associated Press. Архів оригіналу за 6 вересня 2012. Процитовано 9 вересня 2012.
11. ↑  Unification Church founder Rev. Moon dies at 92. HYUNG-JIN KIM. Архів оригіналу за 4 вересня 2012. Процитовано 9 вересня 2012.
12. ↑  Unification Church founder Rev. Moon dies at 92. HYUNG-JIN KIM. Архів оригіналу за 2 вересня 2012. Процитовано 2 вересня 2012.
13. ↑  Religious leader Sun-Myung Moon dead at 92. Архів оригіналу за 13 вересня 2012. Процитовано 9 вересня 2012.
14. ↑  Rev. Sun Myung Moon Dead At 92 Dawn Megli | September 3, 2012. Архів оригіналу за вересень 12, 2014. Процитовано вересень 9, 2012.
15. ↑  UPDATE 2-Unification Church head Sun Myung Moon dies in S.Korea Sep 2, 2012. Архів оригіналу за 3 вересня 2012. Процитовано 9 вересня 2012.
16. ↑  International business — Key Moon Unit Goes Into Default [Архівовано 8 березня 2016 у Wayback Machine.] // The New York Times, 01 December 1998
17. ↑  Bak Seon Hyeop What is the road? [Архівовано 26 листопада 2013 у Wayback Machine.] // The MesTimes, 14 August 2011 (корейською мовою)
18. ↑  Marc Fisher and Jeff Leen Stymied in U.S., Moon's Church Sounds a Retreat [Архівовано 24 жовтня 2012 у Wayback Machine.]//Washington Post,24 November 1997
19. ↑  Yuki Noguchi Washington Times Owner Buys UPI [Архівовано 26 листопада 2013 у Wayback Machine.] // Washington Post, 16.05.2000
20. ↑    - Sun Myung Moon Forms New Political Party To Merge Divided Koreas [Архівовано 6 квітня 2012 у Wayback Machine.] // Americans United for Separation of Church and State[en], May 2003
  - Andrew Kreig Helen Thomas Denounces DC Greed, Fear, War-Mongers [Архівовано 9 вересня 2012 у Wayback Machine.] // OpEdNews[en], 8 December 2011
21. ↑  Почесний знак «Орден Миру» І - Українська Рада Миру. www.peacecouncil.org.ua. Процитовано 28 червня 2025.
22. ↑  Помер Мун Сон Мен — проповідник та магнат. Архів оригіналу за 11 вересня 2012. Процитовано 9 вересня 2012.

## Зовнішні посилання
- Мун Сан Мьон преподобний // Українська Релігієзнавча Енциклопедія
- Біографія [Архівовано 4 лютого 2017 у Wayback Machine.]
- Заповіт Миру // Життя та досягнення доктора Мун Сон Мьона (українською).
- Мун Сон Мьон: Originpedia (українською).